# Jens Weidmann
Jens Weidmann (nacido el 20 de abril de 1968) es un economista y banquero alemán. Fue presidente del Deutsche Bundesbank desde 2011 hasta el 20 de octubre de 2021. Antes de asumir la dirección del Bundesbank en 2011, desde febrero de 2006, sirvió como "Head of Division IV" (consultor de economía política y financiera) en la Cancillería Federal (Alemania). También fue el jefe negociador para la República Federal Alemana para las cumbre del G8 y el G20.

## Trayectoria
En 1987 completó su Abitur (Educación secundaria) en la escuela secundaria de Backnang, Baden-Württemberg. Luego estudió economía en Aix-en-Provence, París y Bonn. Realizó prácticas en el Banco de Francia y el Banco Nacional de Ruanda.
Comenzó su doctorado en 1993 en Mannheim con el economista Roland Vaubel, lo interrumpió al año y lo cerró en la Universidad de Bonn bajo la teoría monetaria del Dr. Manfred Neumann.
De 1997 a 1999 trabajó en el Fondo Monetario Internacional. Luego trabajó hasta 2003 como Secretario General del Consejo de Expertos para la Evaluación del Desarrollo Económico Global. De allí pasó al Banco Federal de Alemania, donde fue hasta 2006 jefe de política monetaria y análisis monetario. Entre 2006 y 2011 fue Jefe de la División IV (Política Económica y Financiera) de la Cancillería Federal.
Después de que Jens Weidmann ya asumiera toda la responsabilidad del contenido y la preparación estratégica del G20, la canciller Angela Merkel le confió en diciembre de 2009 la tarea adicional de negociador jefe del G8 (los llamados "sherpas").
El 29 de abril de 2011 recibió del presidente Christian Wulff el certificado de nombramiento como presidente del Banco Central alemán, como sucesor de Axel A. Weber.
Desde entonces, el nuevo jefe del Bundesbank se preocupa en gran medida por la crisis financiera griega, los políticos europeos y los bancos centrales. En julio de 2011 habló en el periódico Die Zeit de duras críticas a la política alemana.